# Trichoplax adhaerens
Trichoplax adhaerens este unicul reprezentant viu al încrengăturii Placozoa, măsurând circa 3 mm în diametru. Trăiește în apa mării și seamănă cu o clătită mică, alcătuită dintr-o mulțime de celule. Se târăște pe stânci, digerând orice algă întâlnită în cale. Deși mai complex decât un protozor, Trichoplax nu are organe specializate. A fost descoperit în 1883 într-un acvariu din Austria și, inițial, s-a crezut că ar fi vorba despre o larvă.